# 防暴子彈
防暴子彈，或稱鎮暴子彈，包括： 
- 豆袋彈，通常由12口径槍械发射的非致命子彈
- 塑料子弹，由专用枪发射的致命性较低的子弹
- 橡膠子彈，可以用标准枪械或专用防暴枪发射的橡胶或涂有橡胶的弹丸
- 胡椒球弹，击中目标后可破裂释放催泪性粉末的子弹。
- 木製子彈